# Лисенко Вадим Григорович
Лисенко Вадим Григорович  (*28 січня 1933, село Красне, Кущевський р-н, Краснодарський край) — радянський, український кінорежисер, сценарист.

## З життєпису
Закінчив режисерський факультет Всесоюзного державного інституту кінематографії (1956, майстерня Л. Кулешова і О. Хохлової).
Працював на студії «Молдова-фільм», де поставив картини:
- 1960: «За міською межею» (також співавт. сцен.)
- 1964: «Коли відлітають лелеки»
- 1966: «Гіркі зерна» (у співавт. (як режисер і сценарист) з В. Гажіу. Диплом КФ республік Прибалтики, Білорусі і Молдавії у Кишиневі—67; Премія ВКФ-68 в Ленінграді за найкращий кіносценарій (В. Гажіу, В. Лисенко); Диплом Міжнародного симпозіуму сценаристів в Дубровниках—67[2])

З 1968 р. — режисер Одеської студії художніх фільмів.
Створив кінокартини: «13 доручень» (1969, т/ф), «Поїзд у далекий серпень» (1971), «Посилка для Світлани» (1974, т/ф, у співавт. з В. Козачковим), «Прямую своїм курсом» (1974. Спеціальний диплом VIII Всесоюзного кінофестивалю, Кишинів, 1975), «Загін особливого призначення» (1978), «Квіти лугові» (1980), «Взяти живим» (1982, т/ф, також співавт. сцен.), «Двоє в пісках» (1984, т/ф), «Спадкоємиця Ніки» (1988).
У 1977 році на Свердловскій кіностудії поставив фільм: «Останній рік Беркута».
Член Національної спілки кінематографістів України.